# Schoenomyza argyriceps
Schoenomyza argyriceps är en tvåvingeart som beskrevs av Malloch 1934. Schoenomyza argyriceps ingår i släktet Schoenomyza och familjen husflugor. Inga underarter finns listade i Catalogue of Life.